# 120285 Brentbos
120285 Brentbos è un asteroide della fascia principale. Scoperto nel 2004, presenta un'orbita caratterizzata da un semiasse maggiore pari a 2,6067205 UA e da un'eccentricità di 0,1298963, inclinata di 15,63490° rispetto all'eclittica.